# Rocco e Seus Irmãos
Rocco e Seus Irmãos (em italiano:  Rocco i suoi fratelli) é um filme de 1960, do gênero drama, dirigido por Luchino Visconti. Possui trilha sonora de Nino Rota. O roteiro é baseado em episódio do romance Il ponte della Ghisolfa.
O filme pertence à chamada estética neorrealista, que o próprio Visconti usou em filmes como Belíssima (filme) (1951), La terra trema (1950) e Ossessione (1943).

## Sinopse
Narra a história dos irmãos Parondi: Rocco, Ciro, Luca, Simone e Vincenzo, filhos da viúva Rosaria, que mudam-se da Basilicata para Milão. Simone torna-se boxeador e envolve-se com a prostituta Nadia. A sua carreira, inicialmente promissora, vai decaindo constantemente. Rocco também se envolve com Nadia, mas permanece sempre fiel às suas origens.

## Elenco
- Alain Delon — Rocco Parondi
- Renato Salvatori — Simone Parondi
- Annie Girardot — Nadia
- Katina Paxinou — Rosaria Parondi
- Alessandra Panaro — noiva de Ciro
- Spiros Focás — Vincenzo Parondi
- Max Cartier — Ciro Parondi
- Corrado Pani — Ivo
- Rocco Vidolazzi — Luca Parondi
- Nino Castelnuovo — Nino Rossi

## Principais prêmios e indicações
BAFTA 1962 (Reino Unido)
- Indicado nas categorias de melhor filme de qualquer origem e melhor atriz estrangeira (Annie Girardot).

Prêmio David di Donatello 1961 (Itália)
- Venceu na categoria de melhor produção.

Prêmio Bodil 1962 (Dinamarca)
- Venceu na categoria de melhor filme europeu.

Festival de Veneza 1960 (Itália)
- Luchino Visconti recebu ao Leão de Prata e o prêmio FIPRESCI.
- Indicado ao Leão de Ouro.